# Jean-Claude Duvalier
Jean-Claude Duvalier (Port-au-Prince, 3 juli 1951 – aldaar, 4 oktober 2014), bijgenaamd Baby Doc, was president voor het leven en dictator van Haïti van 1971 tot 1986.

## Biografie
Jean-Claude Duvalier werd geboren in Port-au-Prince, Haïti, als zoon van de dictator François Duvalier. In april 1971 nam de 19-jarige Jean-Claude na de dood van zijn vader het presidentschap over. Zijn presidentschap zou 15 jaar duren. De aanvankelijke hoop dat hij de repressieve werkwijze van zijn vader zou verlaten bleek al snel vergeefs. De paramilitaire Tonton Macoutes bleven hardhandig optreden tegen politieke tegenstanders en de martelkamers bleven intact.

### Corruptie
Aanvankelijk namen zijn zus Marie-Denise en zijn moeder Simone Duvalier (1913-1997), Mama Doc, de regeringszaken waar. In 1972 kregen ze gedaan dat de invloedrijke maar erg corrupte minister van Defensie en Binnenlandse Zaken Luckner Cambronne werd afgezet. Zeer tegen haar zin moest zijn moeder het veld ruimen toen Duvalier in 1980 trouwde met de dochter van een zakenman, Michèle Bennett. Dit huwelijk, dat drie miljoen dollar kostte, zette veel kwaad bloed in het straatarme land. Het werd geheel door de Amerikaanse overheid betaald, tot aan het 100.000 dollar kostende vuurwerk toe. Terwijl haar man doorgaans een dutje deed tijdens kabinetsvergaderingen bestierde Bennett de regering. Het echtpaar Duvalier met hun entourage verrijkte zichzelf ten koste van de staat en de buitenlandse hulp die het land ontving. Velen ontvluchtten het land.
Op 7 februari 1986, na drie maanden van felle protesten tegen de politieke en economische onderdrukking door zijn regime, ontvluchtte Baby Doc Haïti met zijn familie en zijn rijkdommen. Hij liet een verarmde natie achter. Nadat verschillende landen hem geweigerd hadden vond hij Frankrijk bereid hem tijdelijk op te nemen; politiek asiel werd hem echter geweigerd. Duvalier betrok een villa in de buurt van Cannes en schafte een kasteel bij Parijs aan, een paar appartementen en een aantal dure auto's.
In 1993 scheidden Duvalier en Bennett en verloor de voormalige president het grootste deel van zijn rijkdommen. De Zwitserse regering legde beslag op zijn geheime bankrekeningen in dat land en naar verluidt werd hij sindsdien onderhouden door zijn vrienden.

### Terugkeer en vervolging
In september 2007 richtte Duvalier zich in een radioboodschap tot het volk van Haïti. Hij vroeg vergiffenis voor dingen die eventueel fout waren gegaan tijdens zijn regering. Tegelijk riep hij de Haïtianen op zich te scharen achter zijn oppositiebeweging "Wees Gereed".
Na een kwart eeuw ballingschap in Frankrijk kwam de ex-dictator op 16 januari 2011, na de eerste ronde van de presidentsverkiezingen, onverwacht terug naar Haïti. Hij liet weten dat hij wilde helpen bij de heropbouw na de catastrofale aardbeving van 2010. Een van zijn advocaten haakte in op de onrust over de uitslag en zei dat bij een ongeldigverklaring van de uitslag Duvalier bereid was om het land te gaan leiden.
De autoriteiten namen deze gelegenheid te baat om hem aan te klagen wegens corruptie, diefstal en verduistering van fondsen tijdens zijn bewind. Volgens de Volkskrant wilde Duvalier in Port-au-Prince een geldsom van enkele miljoenen veilig stellen die op een Zwitserse rekening stond.
Op 30 januari 2012 oordeelde de onderzoeksrechter dat Duvalier wegens corruptie in staat van beschuldiging werd gesteld. Voor overige misdaden werd hij niet vervolgd. Duvalier overleed op 4 oktober 2014 aan een hartaanval.